# Mam Nay
Mam Nai o Mam Nay; nombre de guerra El camarada Chanes, es un criminal de guerra y antiguo teniente de Santebal, la rama de seguridad interna del movimiento comunista Jemeres rojos, que gobernó la Kampuchea Democrática de 1975 a 1979. Fue el líder de la unidad de interrogatorio en Tuol Sleng (S-21) y jefe del campamento donde miles fueron detenidos para ser interrogados, torturados y asesinados posteriormente.
Mam Nay nació en la provincia de Kompung Thom en 1934, mientras que Camboya estaba bajo el dominio francés. Conoció en la escuela a Kaing Guek Eav quien sería el superior de este y le diera la orden de ejecutar a los Enemigos del régimen  Fue educado por Son Sen en el Instituto de Pedagogía (Escuela de Formación de Profesores) en Nom Pen, se convirtió en profesor de ciencias naturales en 1956, y el director de la Escuela Balaign de Kompong Thom en 1958.
Mam Nay dio testimonio en las Salas Extraordinarias en los Tribunales de Camboya el 14 de julio de 2009. Negó ser un líder del sistema de interrogatorio y tortura de los Jemeres Rojos.